# 松本川

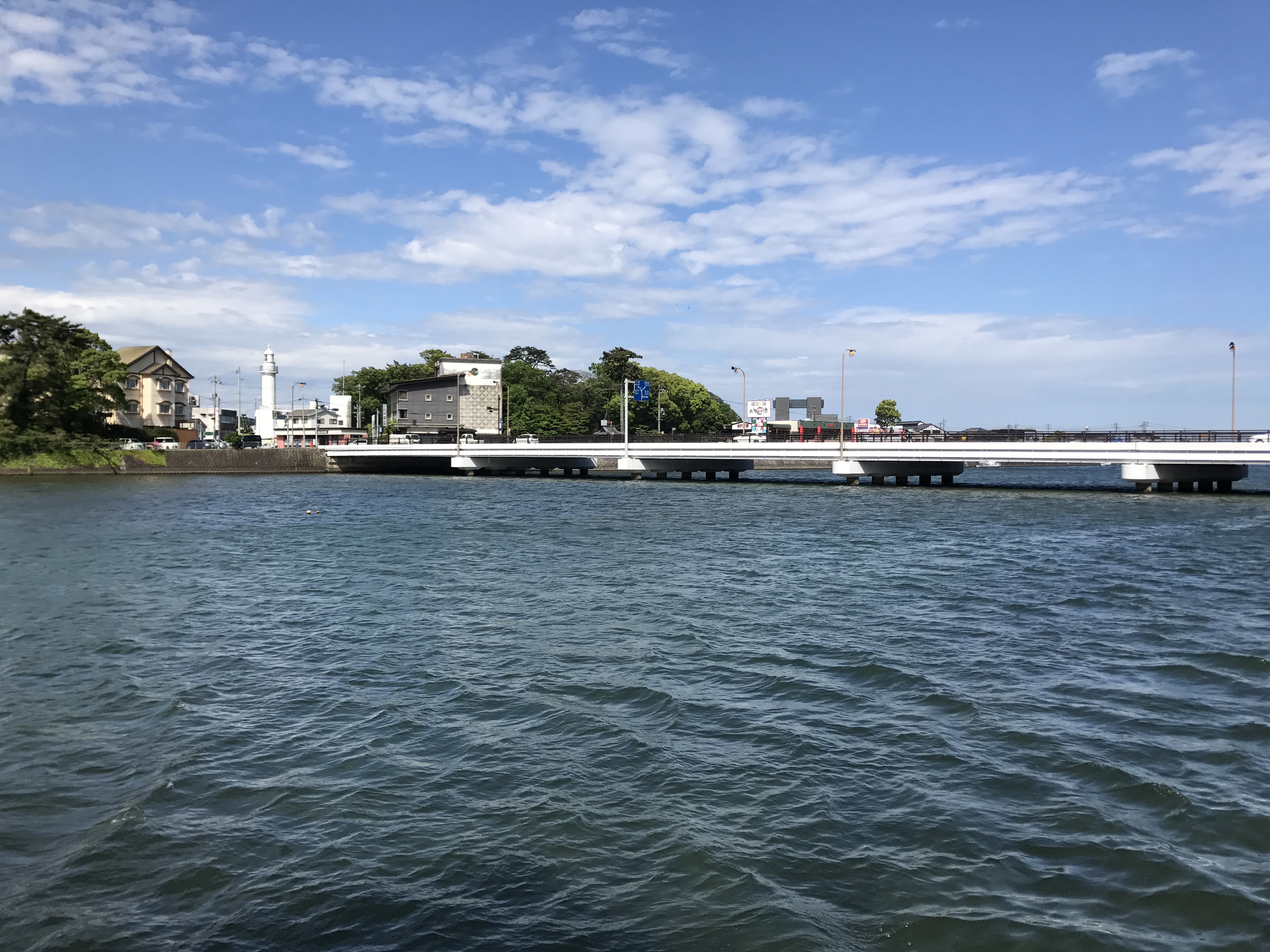
松本川に架かる国道191号の萩橋

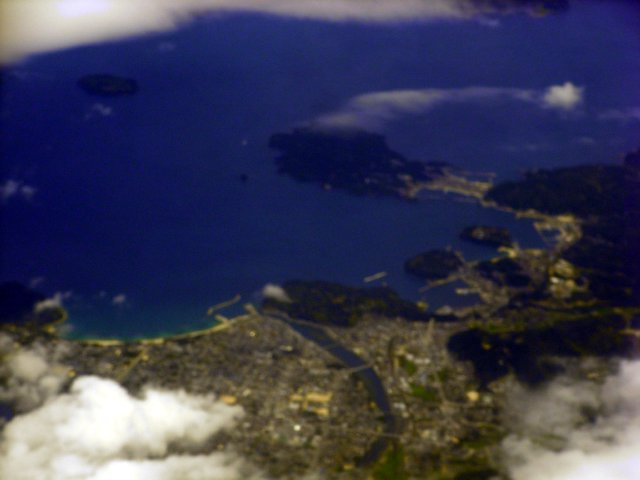
萩市内を流れる松本川。奥は笠山

松本川（まつもとがわ）は、山口県萩市を流れる川で、橋本川と共に旧萩市街の三角州を形成する川のひとつ。二級河川阿武川の分流の一つであり、萩市川島にて東に松本川、西に橋本川に分岐し、松本川は川島、土原（ひじわら）、浜崎の各地区に沿って流れ、日本海に注ぐ。

## 藍場川
藍場川（あいばがわ）は萩市内を通る人工の川。18世紀半ば6代藩主毛利宗広が、参勤の折に岡山城下に立ち寄った際、城下では瀬戸内海に注ぐ吉井川から城下へ倉安川という大きな溝を掘って水を引き入れることで経済が潤し生活に活用されていることを見て、それをまねて作られたものである。1717年、川島の三角州の先端部分に分岐点となる松本川の水を取り入れるための「樋門」があった最上流部を樋の口という。1955年頃まで使用されていたが、現在はコンクリート製の樋門が残すも、閉ざされたままであり、椿東中津江の上水道水源地近くの一の井手堰から阿武川の水を取り入れ、農業用水路に平行して中津江地区内を走り、地下に入って阿武川底に敷設された送水菅を通じて樋の口の取水口まで送られている。ここから流れ出た水はそのまま北西方向へ向かって御許町（おもとまち）に抜ける。さらに1739年新堀川（しんほりかわ）までの用水路として延長、さらに1744年、川舟が通航できるように拡張され、平安古の石屋町筋に至る約2.6kmが出来上がる（現在は明倫学舎付近からは一旦地下を潜り、国道191号の下を通って県立萩美術館・浦上記念館付近で再び地上に出る）。この石屋町で新堀川と合流する。市内は発展していく中でもほぼ原形をとどめたまま市内を流れている。
川沿いにはそこここに川のすぐそばまで降りることのできる小さな階段のような足場があり、これを「ハトバ」という。野菜の泥を落とすためにこのハトバまでもっていき、野菜を洗う。これは今でもみられる光景の一つである。また、家々に引き込み口があり、台所として利用したり、風呂や洗濯に利用していた。現在は鯉などが泳いでいる。そのほか、薪や炭が川舟で運搬し、かんがい用水や防火用水に役立ったほか、多発していた水害の防止にもなった。
関連リンク
- 萩市観光協会「藍場川」
- 藍場川さんぽ - 市報はぎに96年-97年に掲載された同名コラムをテキスト化したもの

## 鶴江の渡し
松本川河口部では、「鶴江の渡し」と呼ばれる江戸時代から続く櫓漕ぎの木造船による渡し船が右岸の鶴江地区と左岸の浜崎地区を結んでいる。市道の代わりであるため無料で利用することができ、地元の人や観光客に親しまれている。